# Сельское поселение «Село Новоильиновка»
Се́льское поселе́ние «Село Новоильиновка» — муниципальное образование в Комсомольском районе Хабаровского края Российской Федерации.
Административный центр — село Новоильиновка.

## История
Статус и границы сельского поселения установлены Законом Хабаровского края от 28 июля 2004 года № 208 «О наделении посёлковых, сельских муниципальных образований статусом городского, сельского поселения и об установлении их границ».

## Население
| 2010 | 2011 | 2012 | 2013 | 2014 | 2015 | 2016 |
| ---- | ---- | ---- | ---- | ---- | ---- | ---- |
| 86   | ↗87  | ↘82  | ↘75  | ↘68  | ↘59  | ↗61  |
| 2017 | 2018 | 2019 | 2020 | 2021 |      |      |
| ↘56  | ↘52  | ↗53  | ↗60  | ↗67  |      |      |

## Состав сельского поселения
| № | Населённый пункт | Тип населённого пункта       | Население |
| - | ---------------- | ---------------------------- | --------- |
| 1 | Новоильиновка    | село, административный центр | ↗67       |